# Aromobates
Az Aromobates a kétéltűek (Amphibia) osztályába,  a békák (Anura) rendjébe és az Aromobatidae családba tartozó nem.

## Rendszerezés
A családba az alábbi fajok tartoznak.
- Aromobates alboguttatus (Boulenger, 1903)
- Aromobates cannatellai Barrio-Amorós & Santos, 2012
- Aromobates capurinensis (Péfaur, 1993)
- Aromobates duranti (Péfaur, 1985)
- Aromobates ericksonae Barrio-Amorós & Santos, 2012
- Aromobates haydeeae (Rivero, 1978)
- Aromobates leopardalis (Rivero, 1978)
- Aromobates mayorgai (Rivero, 1980)
- Aromobates meridensis (Dole & Durant, 1972)
- Aromobates molinarii (La Marca, 1985)
- Aromobates nocturnus Myers, Paolillo-O. & Daly, 1991
- Aromobates ornatissimus Barrio-Amorós, Rivero & Santos, 2011
- Aromobates orostoma (Rivero, 1978)
- Aromobates saltuensis (Rivero, 1980)
- Aromobates serranus (Péfaur, 1985)
- Aromobates tokuko Rojas-Runjaic, Infante-Rivero & Barrio-Amorós, 2011
- Aromobates walterarpi La Marca & Otero-López, 2012
- Aromobates zippeli Barrio-Amorós & Santos, 2012